# Kanon zaćmień
Kanon zaćmień (niem. Canon der Finsternisse) – spis zaćmień Słońca i Księżyca opracowany przez austriackiego astronoma Theodora von Oppolzera, wydany w 1887 roku. Oppolzer obliczył i szczegółowo opisał 8000 zaćmień Słońca i 5200 zaćmień Księżyca na lata od 1207 p.n.e. do 2163 n.e.